# Уэлсли, Гаррет Грэм, 7-й граф Коули
Гаррет Уэлсли, 7-й граф Коули (англ. Garret Wellesley, 7th Earl Cowley; 30 июня 1934 — 17 июня 2016) — англо-американский дворянин и банкир.

## Ранняя жизнь
Родился в Неваде 30 июня 1934 года. Старший сын актёра Артура Уэлсли, 4-го графа Коули (1890—1962), и его второй жены Мэри Элси Хаймс (1906—2003). До его рождения его отец продал Дрейкот-хаус и поместье Дрейкот в 1920 году, на тот момент оно занимало 4320 акров. Его родители познакомились, когда его мать «работала девочкой по проверке шляп в придорожном доме недалеко от Рино» и развелась с Джозефом Т. Хаймсом из Сан-Франциско за три недели до их свадьбы . В 1935 году лесной пожар, бушующий над предгорьями Сьерра-Невады, угрожал ранчо его родителей, известному как ранчо Уэлсли, в Лейквью, примерно в пяти милях к северу от Карсон-Сити, штат Невада.
От первого брака его отца с актрисой Мэй Пикард у него был старший сводный брат Дэниз Уэлсли, 5-й граф Коули (1921—1968), который унаследовал титулы своего отца после его смерти в 1962 году . Его бабушка и дедушка по отцовской линии были Генри Уэлсли, 3-й граф Коули (1866—1919), и его первая жена, леди Вайолет Невилл (дочь Уильяма Невилла, 1-го маркиза Абергавенни).
Он окончил Университет Южной Калифорнии в Лос-Анджелесе в 1957 году и получил степень MBA в Гарвардской школе бизнеса в 1962 году.

## Карьера
После Университета Южной Калифорнии Уэлсли три года проработал в Корпусе контрразведки армии США. После получения степени MBA он начал карьеру в области финансов и банковского дела, работая инвестиционным аналитиком в Wells Fargo с 1962 по 1964 год, консультантом по инвестициям в Dodge & Cox с 1964 по 1966 год, вице-президентом и консультантом по инвестициям в Thorndike, Doran, Paine & Lewis с 1967 по 1969 год и старший вице-президент Shareholders Capital Corporation с 1969 по 1974 год.
В 1975 году он неожиданно унаследовал свой титул после того, как его племянник Ричард умер в возрасте всего 29 лет. Он продолжал работать в сфере финансов в качестве вице-президента группы Bank of America в Лондоне в период с 1978 по 1985 год, а затем в качестве независимого финансового консультанта до 1990 года, прежде чем стать инвестиционным партнёром компании Thomas R. Miller & Son на Бермудских островах. Он также занял свое место в Палате лордов..

## Личная жизнь
Лорд Коули был женат четыре раза. Его первый брак состоялся 16 сентября 1960 года с Элизабет Сюзанной Леннон, дочерью Хейнса Леннона из Южной Каролины. До развода в 1966 году у них было двое детей:
- Леди Элизабет Тара Леннон Уэлсли (род. 26 августа 1962), художница[10].
- Гаррет Грэм Уэлсли, 8-й граф Коули (род. 30 марта 1965), соучредитель фирмы по одноранговому кредитованию Wellesley & Co.; он женился на Клэр Л. Брайтон, единственной дочери Питера В. Брайтона из Стоубриджа, в 1990 году.

Он был женат вторым браком на Изабель О’Бреди из Шербрука, Квебек, с 1968 по 1981 год, и третьим браком на Пейдж Деминг, дочери Джозефа Гроува Деминга из Рино, Невада, с 1981 года, от которой он удочерил «несколько дочерей».
После смерти своей третьей жены в 2008 году лорд Коули женился на Кэроле Мэрион Стормонт (урождённой Эрскин-Хилл) Дарлинг (род. 6 июня 1943) 15 февраля 2012 года. Вдова капитана Робина Эндрю Стормонта Дарлинга, Кэрола была старшей дочерью сэра Роберта Эрскин-Хилла, 2-го баронета, и Кристин Элисон Джонстон (единственной дочери капитана Генри Джеймса Джонстона). От первого брака с сэром Ричардом Бруком, 11-м баронетом, который закончился разводом, у неё было два сына, среди них — сэр Ричард Брук, 12-й баронет.
Лорд Коули скончался в пятницу, 17 июня 2016 года, после непродолжительной болезни. Его похороны прошли в Лондоне, и титул наследовал его сын Грэм.